# Wimbledon Championships 1982
Die 96. Wimbledon Championships fanden vom 21. Juni bis zum 4. Juli 1982 in London, Großbritannien statt. Ausrichter war der All England Lawn Tennis and Croquet Club.
Die Einzelbewerbe entschieden Jimmy Connors und Martina Navratilova für sich.
Für Connors war es nach 1974 der zweite Einzeltitel in Wimbledon.
Für Navratilova war es der dritte Einzeltitel in Wimbledon und der Beginn einer sechs Jahre dauernden Serie von Wimbledon Siegen im Dameneinzel. Außerdem verteidigte sie ihren Vorjahrestitel im Doppel an der Seite von Pam Shriver.
Bei den Junioren begann die große Karriere des Australiers Pat Cash. Er siegte sowohl im Junioreneinzel als auch im Juniorendoppel an der Seite von seinem Landsmann John Frawley.

## Herreneinzel

### Setzliste
| Nr. | Spieler          | Erreichte Runde |
| --- | ---------------- | --------------- |
| 01. | John McEnroe     | Finale          |
| 02. | Jimmy Connors    | Sieg            |
| 03. | Vitas Gerulaitis | Viertelfinale   |
| 04. | Sandy Mayer      | 3. Runde        |
| 05. | Johan Kriek      | Viertelfinale   |
| 06. | Gene Mayer       | Viertelfinale   |
| 07. | Mats Wilander    | Achtelfinale    |
| 08. | Peter McNamara   | 1. Runde        |

| Nr. | Spieler         | Erreichte Runde |
| --- | --------------- | --------------- |
| 09. | Andrés Gómez    | 1. Runde        |
| 10. | Yannick Noah    | Rückzug         |
| 11. | Brian Teacher   | Viertelfinale   |
| 12. | Mark Edmondson  | Halbfinale      |
| 13. | Brian Gottfried | 2. Runde        |
| 14. | Roscoe Tanner   | Achtelfinale    |
| 15. | Buster Mottram  | Achtelfinale    |
| 16. | Steve Denton    | Achtelfinale    |

## Dameneinzel

### Setzliste
| Nr. | Spielerin           | Erreichte Runde |
| --- | ------------------- | --------------- |
| 01. | Martina Navratilova | Sieg            |
| 02. | Chris Evert-Lloyd   | Finale          |
| 03. | Tracy Austin        | Viertelfinale   |
| 04. | Andrea Jaeger       | Achtelfinale    |
| 05. | Hana Mandlíková     | 2. Runde        |
| 06. | Wendy Turnbull      | Achtelfinale    |
| 07. | Pam Shriver         | Achtelfinale    |
| 08. | Mima Jaušovec       | 2. Runde        |

| Nr. | Spielerin        | Erreichte Runde |
| --- | ---------------- | --------------- |
| 09. | Sylvia Hanika    | Achtelfinale    |
| 10. | Barbara Potter   | Viertelfinale   |
| 11. | Bettina Bunge    | Halbfinale      |
| 12. | Billie Jean King | Halbfinale      |
| 13. | Anne Smith       | Viertelfinale   |
| 14. | Andrea Leand     | 2. Runde        |
| 15. | Virginia Ruzici  | Achtelfinale    |
| 16. | Evonne Cawley    | 2. Runde        |

## Herrendoppel

### Setzliste
| Nr. | Paarung                       | Erreichte Runde |
| --- | ----------------------------- | --------------- |
| 01. | Peter Fleming John McEnroe    | Finale          |
| 02. | Sherwood Stewart Ferdi Taygan | Halbfinale      |
| 03. | Peter McNamara Paul McNamee   | Sieg            |
| 04. | Kevin Curren Steve Denton     | Halbfinale      |
| 05. |                               | Rückzug         |
| 06. | Bob Lutz Stan Smith           | 2. Runde        |
| 07. | Mark Edmondson Kim Warwick    | Viertelfinale   |
| 08. | Pavel Složil Tomáš Šmíd       | 1. Runde        |

| Nr. | Paarung                      | Erreichte Runde |
| --- | ---------------------------- | --------------- |
| 09. | Victor Amaya Hank Pfister    | 1. Runde        |
| 10. | Anders Järryd Hans Simonsson | 2. Runde        |
| 11. | Fritz Buehning Peter Rennert | 2. Runde        |
| 12. | Sandy Mayer Frew McMillan    | Achtelfinale    |
| 13. | Bruce Manson Brian Teacher   | 1. Runde        |
| 14. | Tim Gullikson Tom Gullikson  | 1. Runde        |
| 15. | Johan Kriek Larry Stefanki   | 2. Runde        |
| 16. |                              | Rückzug         |

## Damendoppel

### Setzliste
| Nr. | Paarung                         | Erreichte Runde |
| --- | ------------------------------- | --------------- |
| 01. | Martina Navratilova Pam Shriver | Sieg            |
| 02. | Kathy Jordan Anne Smith         | Finale          |
| 03. | Rosie Casals Wendy Turnbull     | Halbfinale      |
| 04. | Barbara Potter Sharon Walsh     | 2. Runde        |
| 05. | Sue Barker Ann Kiyomura         | 2. Runde        |
| 06. | JoAnne Russell Virginia Ruzici  | Viertelfinale   |

| Nr. | Paarung                        | Erreichte Runde |
| --- | ------------------------------ | --------------- |
| 07. | Leslie Allen Mima Jaušovec     | Achtelfinale    |
| 08. | Candy Reynolds Paula Smith     | Achtelfinale    |
| 09. | Billie Jean King Ilana Kloss   | 2. Runde        |
| 10. | Rosalyn Fairbank Tanya Harford | 2. Runde        |
| 11. | Andrea Jaeger Betsy Nagelsen   | 2. Runde        |
| 12. | Mary-Lou Piatek Wendy White    | Achtelfinale    |

## Mixed

### Setzliste
| Nr. | Paarung                   | Erreichte Runde |
| --- | ------------------------- | --------------- |
| 01. | Betty Stöve Frew McMillan | Achtelfinale    |
| 02. | Tracy Austin John Austin  | 1. Runde        |
| 03. | Wendy Turnbull John Lloyd | Finale          |
| 04. | Anne Smith Kevin Curren   | Sieg            |

| Nr. | Paarung                        | Erreichte Runde |
| --- | ------------------------------ | --------------- |
| 05. | JoAnne Russell Steve Denton    | Viertelfinale   |
| 06. | Bettina Bunge Dick Stockton    | Viertelfinale   |
| 07. | Virginia Wade Vijay Amritraj   | 2. Runde        |
| 08. | Billie Jean King Owen Davidson | Achtelfinale    |

## Junioren

### Junioreneinzel
Sieger: Pat Cash (AUS)

### Juniorendoppel
Sieger: Pat Cash & John Frawley (AUS)

### Juniorinnen Einzel
Siegerin: Catherine Tanvier (FRA)

### Juniorinnen Doppel
Siegerinnen: Penny Barg & Beth Herr (USA)